# Mariano Cohn i Gastón Duprat
Mariano Cohn (Villa Ballester, Província de Buenos Aires; 1 de desembre de 1975) i Gastón Duprat (Bahía Blanca, Província de Buenos Aires; 8 de desembre de 1969) són un duo de directors i productors de cinema i televisió argentins, propietaris de la companyia productora Televisión Abierta.

## Carrera
Els primers treballs de la dupla van ser obres de vídeo art i cinema experimental. Entre elles es troben El hombre que murió dos veces (1991), Un día más en la tierra (1993), Camus (1995), Circuito (1996), Venimos llenos de tierra (1998), Soy Francisco López (2000), Veinte Doce (2001), Hágalo usted mismo (2002) i 40 años en 4 minutos (2015), entre d'altres.
En televisió, el duo va crear nombrosos formats, entre els quals es troben Televisión Abierta (1998-1999, 2002-2003, 2005, 2013, 2018); Cupido (2001-2003, 2012-2013), un programa de cita a cegues; El Gordo Liberosky (2001-2003), ficció en format de microprograma; Cuentos de Terror (2002-2005), protagonitzat per l'escriptor Alberto Laiseca, entre d'altres. Han adaptat llurs formats en països com Itàlia, Espanya, Japó i Estats Units.
Cohn i Duprat van fundar i van dirigir dos canals de televisió: Ciudad Abierta (2003-2005), un canal públic de la ciutat de Buenos Aires, i Digo (2012), un canal públic de la província de Buenos Aires.
Van dirigir i van produir els llargmetratges Enciclopedia (1998), pel·lícula documental amb la codirecció d'Adrián De Rosa; Yo Presidente (2003), amb entrevistes als presidents Raúl Alfonsín, Carlos Menem, Eduardo Duhalde i Néstor Kirchner; El Artista (2006), sobre el complex i contradictori món de l'art contemporani; El hombre de al lado (2008), pel·lícula rodada a la casa Curutchet dissenyada per Le Corbusier; Querida voy a comprar cigarrillos y vuelvo (2011), de gènere fantàstic basat en un conte d'Alberto Laiseca; Civilización (2013), documental sobre l'artista León Ferrari -només com a productors-; Living Stars (2014), film que va reprendre el concepte del programa Televisión Abierta; Todo sobre el Asado (2016), una pel·lícula sobre el popular tall de carn argentí, i El ciudadano ilustre (2016), protagonitzada per Oscar Martínez. La majoria dels films conten amb guions d'Andrés Duprat, germà de Gastón.

## Filmografia

### Gastón Duprat
| Any   | Títol                                                    |
| ----- | -------------------------------------------------------- |
| 2008  | El artista (codirecció)                                  |
| 2009  | El hombre de al lado (codirecció)                        |
| 2011  | Querida, voy a comprar cigarrillos y vuelvo (codirecció) |
| 2014  | Living Stars (codirecció)                                |
| 2016  | Borges está vivo (codirecció)                            |
| 2016  | El ciudadano ilustre (codirecció)                        |
| 2018  | Mi obra maestra                                          |
| 2020? | Competencia oficial                                      |

### Mariano Cohn
| Any  | Títol                                                    |
| ---- | -------------------------------------------------------- |
| 2009 | El hombre de al lado (codirecció)                        |
| 2011 | Querida, voy a comprar cigarrillos y vuelvo (codirecció) |
| 2014 | Living Stars (codirecció)                                |
| 2016 | Borges está vivo (codirecció)                            |
| 2016 | El ciudadano ilustre (codirecció)                        |
| 2019 | 4X4                                                      |

## Premis
Algunes de les pel·lícules han estat premiades en festivals com Sundance, Mar del Plata, Tolosa, Mostra de Cinema Llatinoamericà de Catalunya (Lleida) Premi a millor actor i guió 2010, Istanbul, Ficco de Mèxic, Mont-real, Màlaga, Roma, Cuba, Tòquio, Bafici i New Directors & New Films de Nova York, entre d'altres; a més han obtingut els premis Sud i Còndor a millor pel·lícula i directors, i han estat candidats als Premis Goya i Ariel, entre altres reconeixements. Foren nominats en la categoria Millor Direcció prr El ciudadano ilustre pels Premis Platino 2017.